# Galepsus nimulensis
Galepsus nimulensis är en bönsyrseart som beskrevs av Giglio-tos 1916. Galepsus nimulensis ingår i släktet Galepsus och familjen Tarachodidae. Inga underarter finns listade i Catalogue of Life.